# Русская Борковка
Русская Борковка — село в Ставропольском районе Самарской области. Административно входит в сельское поселение Тимофеевка.

## История и география
Село основано в начале тридцатых годов XVIII века. На современное место село было перенесено перед затоплением Куйбышевского водохранилища.
Село находится к северу от города Тольятти.

## Экономика
На территории расположены дачные товарищества, деревообрабатывающее предприятие «Лада Мононор», производство сидений Faurecia, камнеобрабатывающее производство «Норд стоун».

## Демография

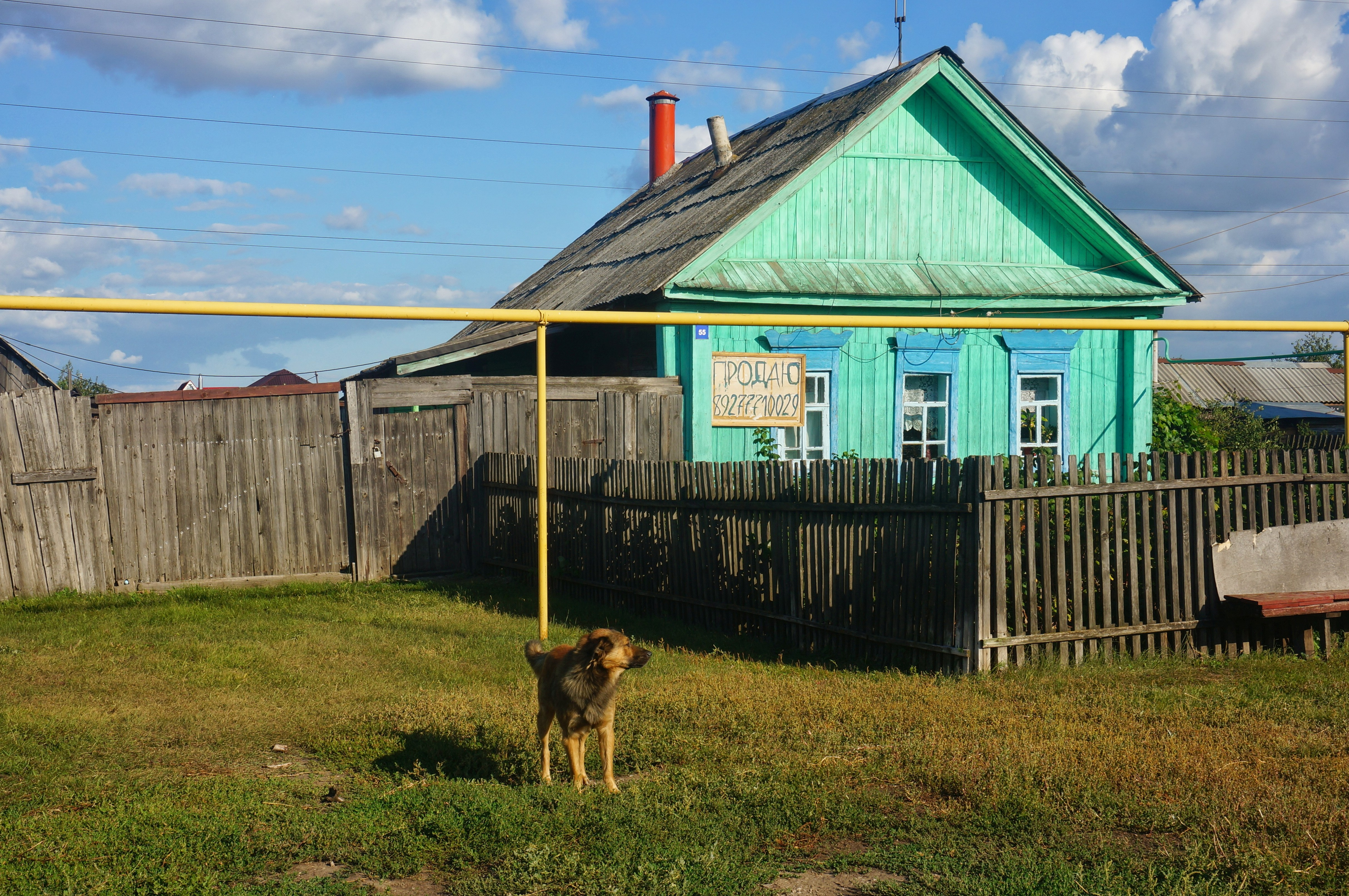
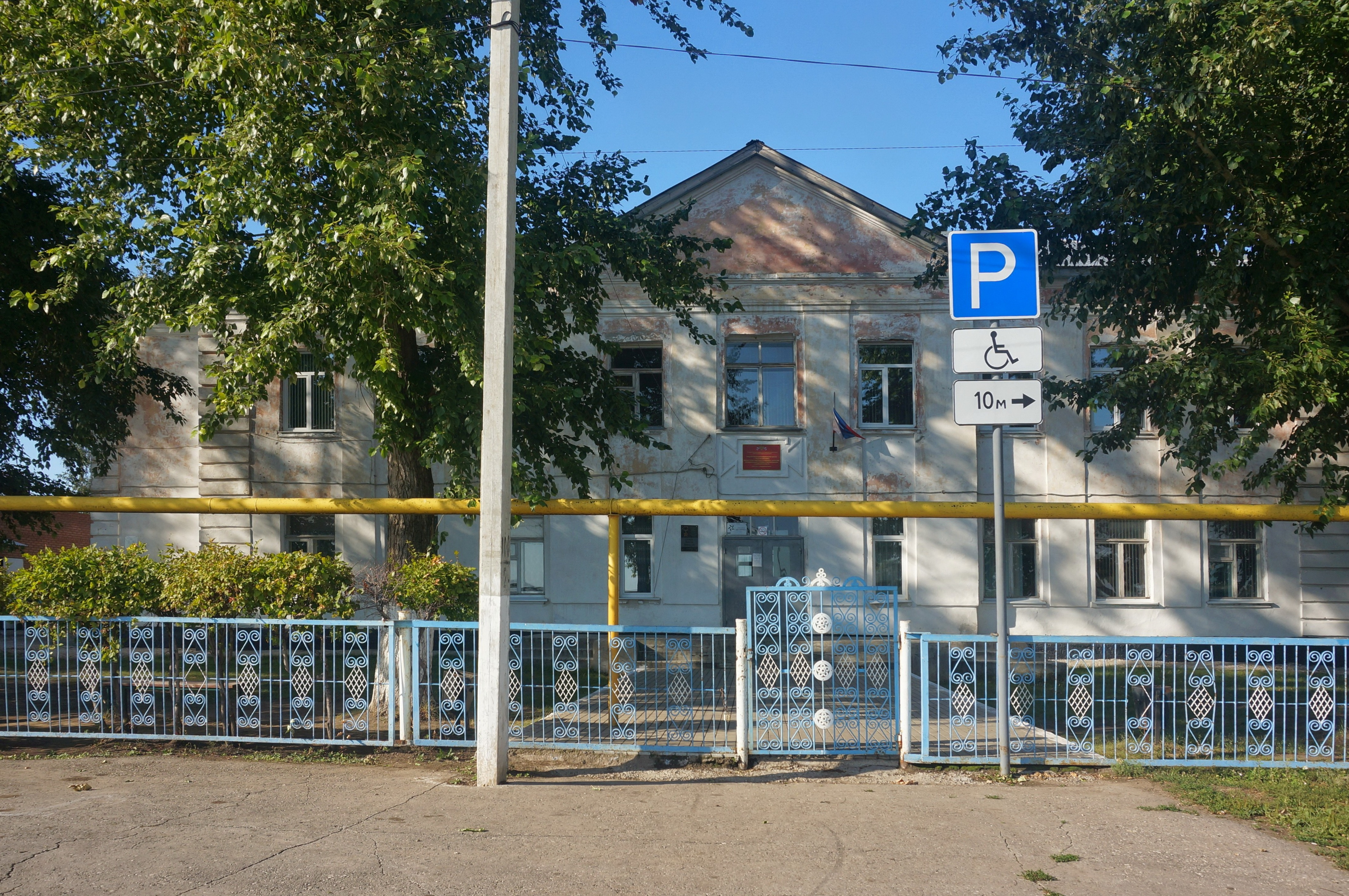
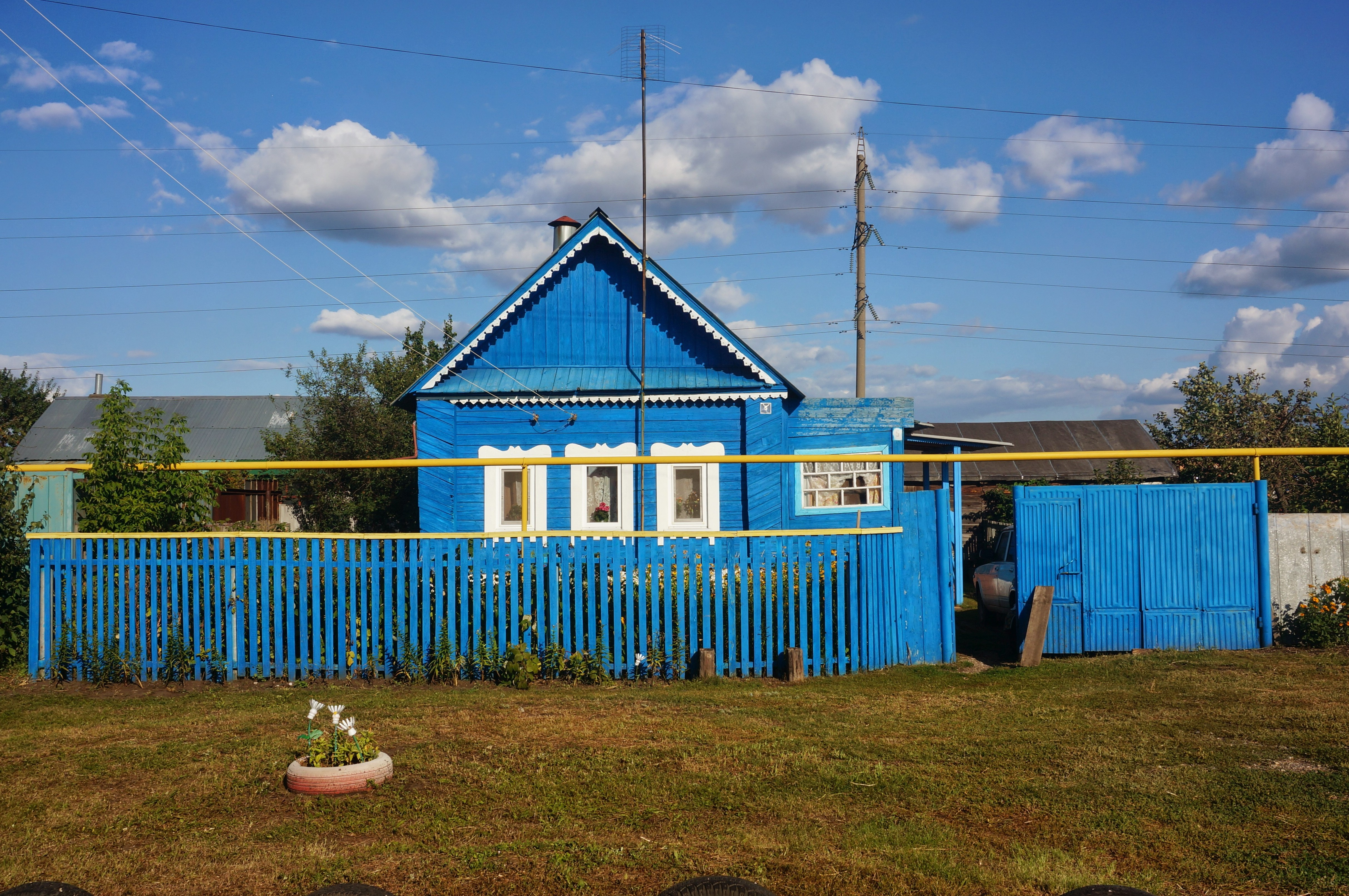
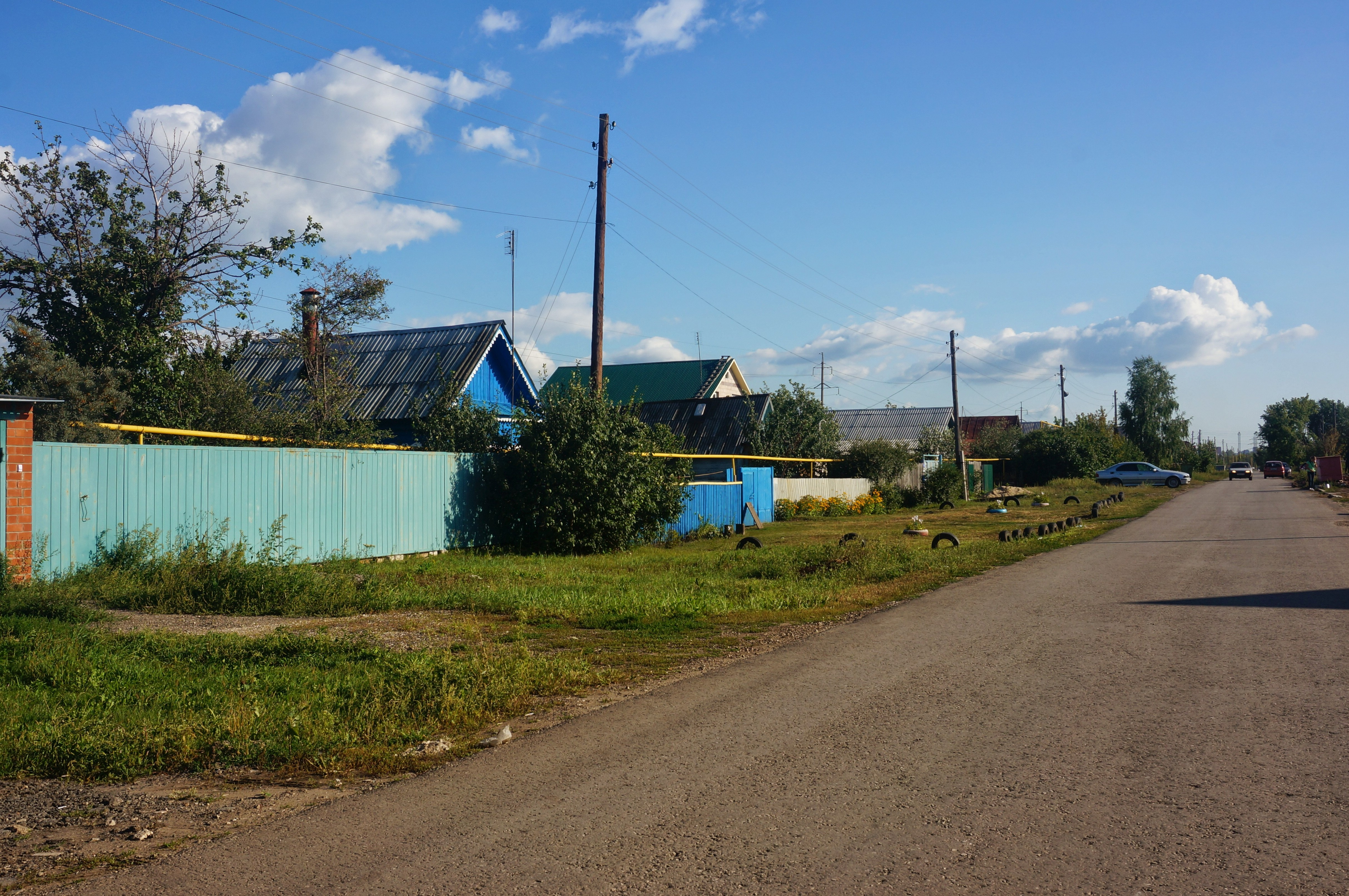

| Год  | Численность | Численность |
| ---- | ----------- | ----------- |
| 1859 | 939         | [ 3 ]       |
| 1889 | 1349        | [ 4 ]       |
| 1897 | 1032        | [ 5 ]       |
| 1910 | 1194        | [ 6 ]       |
| 2010 | 1643        | [ 7 ]       |
| 2021 | 2645        | [ 1 ]       |